# Жакун Олександр Миколайович
Олекса́ндр Микола́йович Жаку́н — український військовослужбовець, бригадний генерал Збройних сил України, учасник російсько-української війни.

## Життєпис
Керував 13-м батальйоном ТрО «Чернігів-1». У 2014 році разом із бійцями 13 ОМПБ брав участь у бойових діях на сході України за населені пункти Станиця Луганська, Щастя, Тепле, Нижня Вільхова, Верхня Вільхова, Макарове, Іллінка Луганської області.
Від грудня 2014 до червня 2018 року очолював 14-ту окрему механізовану бригаду.
У 2019 році обіймав посаду заступника командувача — начальника управління підготовки оперативного командування «Захід» Сухопутних військ Збройних сил України.
У жовтні 2021 року став командиром 169-го навчального центру «Десна».

## Нагороди
- орден Богдана Хмельницького III ступеня (21 серпня 2017) — за особистий внесок у зміцнення обороноздатності Української держави, мужність і самовідданість, виявлені під час бойових дій, високий професіоналізм та зразкове виконання службових обов'язків[2].

## Військові звання
- бригадний генерал (10 грудня 2021)[3];
- полковник.